# Silvan Büchli
Silvan Büchli (Suiza, 23 de abril de 1990) es un futbolista suizo. Juega de defensa y su actual club es el FC Luzern.

## Clubes
| Club      | País  | Año   |
| --------- | ----- | ----- |
| FC Luzern | Suiza | 2007- |

- Datos: Q2286421